# Neriacanthus harlingii
Neriacanthus harlingii är en akantusväxtart som beskrevs av D.C. Wasshausen. Neriacanthus harlingii ingår i släktet Neriacanthus och familjen akantusväxter. Utöver nominatformen finns också underarten N. h. longifolius.